# Seilscheibe

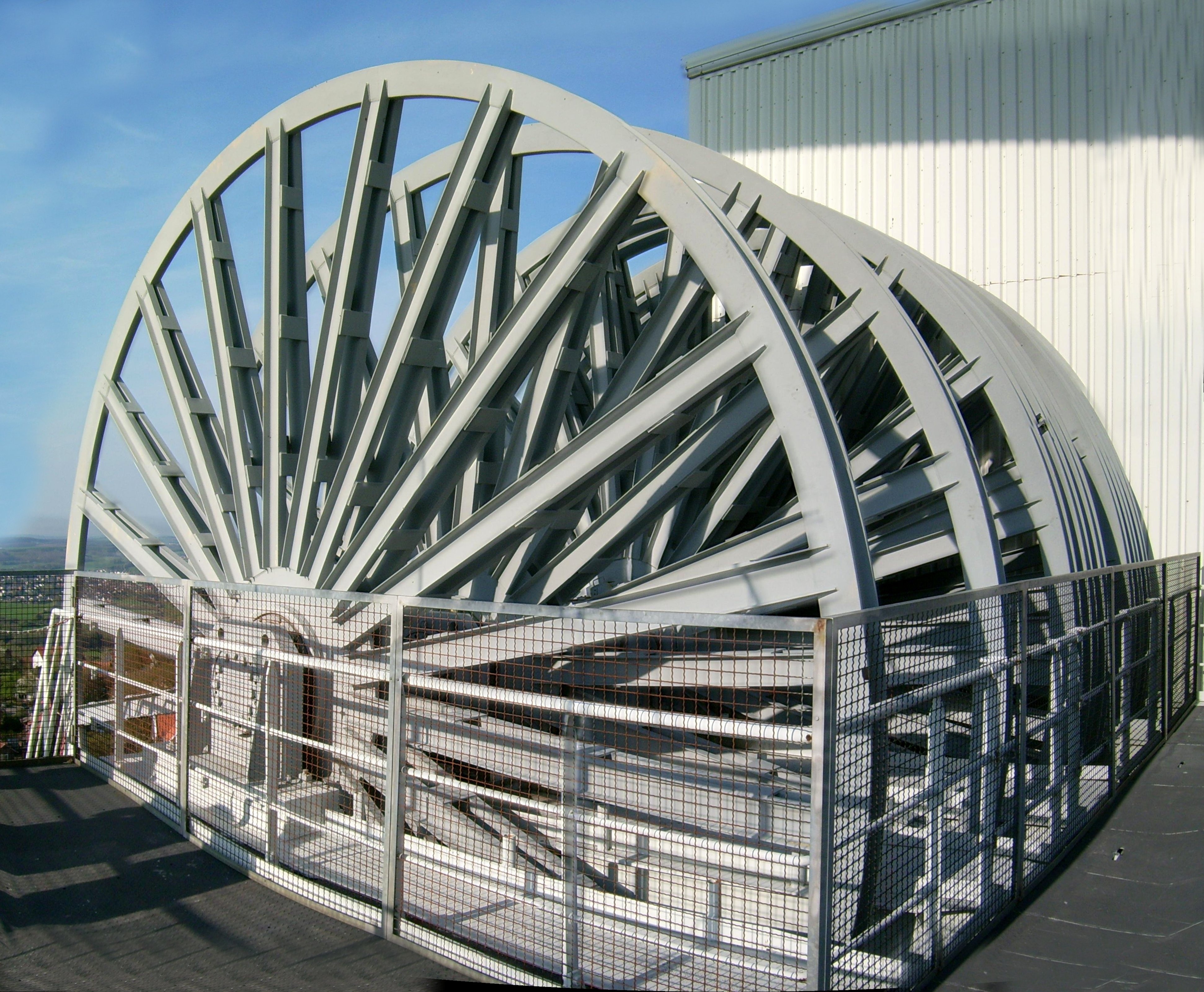
Seilscheiben der Grube Göttelborn

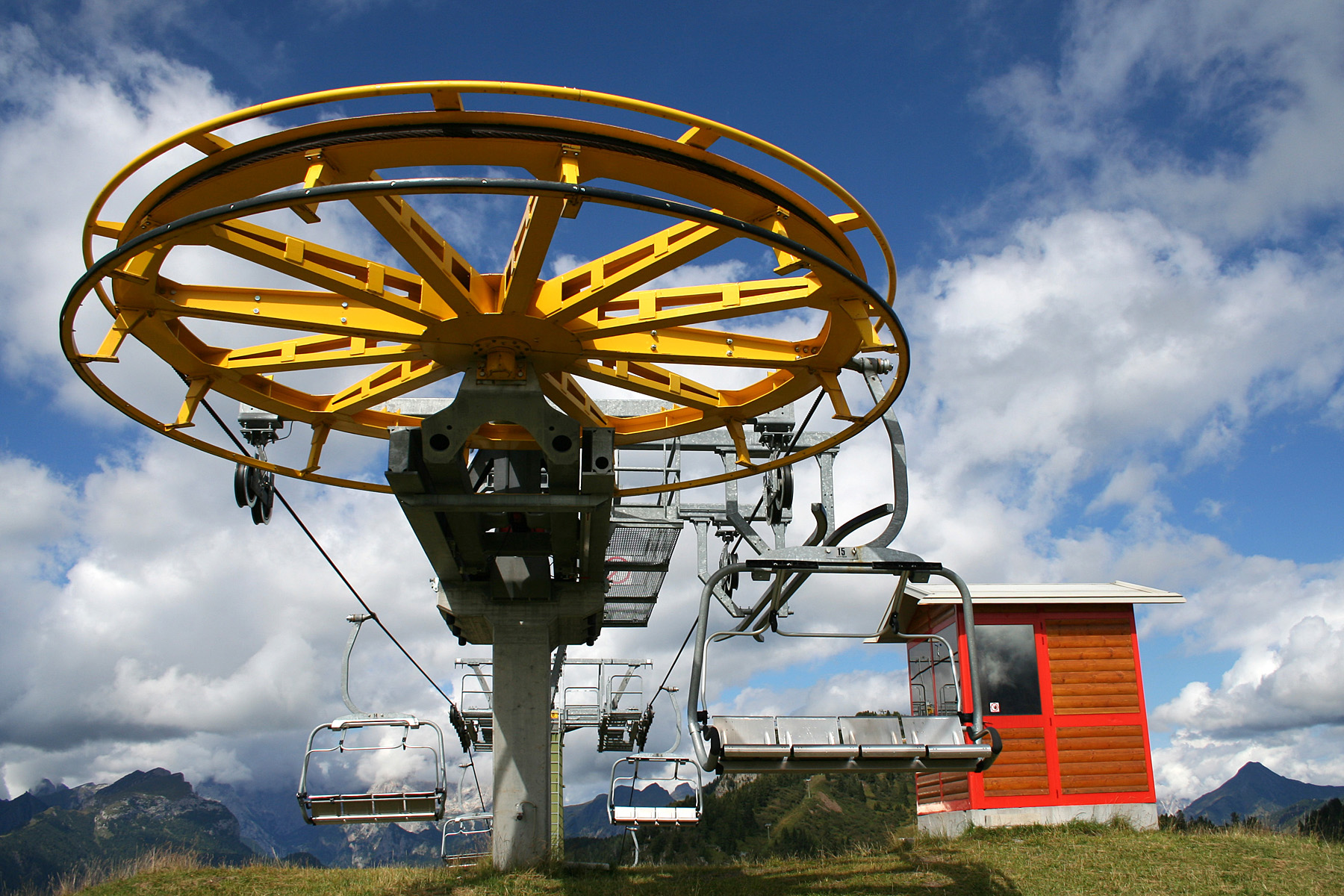
Seilscheibe eines Sessellifts

Als Seilscheibe wird ein technisches Bauteil bezeichnet. Es hat die Funktion einer fest installierten Rolle, über die ein Seil läuft.
Im Untertagebergbau ist die Seilscheibe ein Rillenrad, über welches das vom Seilträger kommende Förderseil zu den Förderkörben läuft. Seilscheiben werden bei Tagesschächten im Förderturm und bei Blindschächten im Blindschachtturm eingebaut. Seilscheiben werden nicht nur im Bergbau verwendet, sondern auch in Schiffshebewerken, Aufzugsanlagen, Seilbahnen und Seilablaufanlagen von Rangierbahnhöfen. Damit ein einwandfreier Zustand des gesamten Seiltriebes gewährleistet ist, müssen Seilscheiben regelmäßig auf Schäden überprüft werden.

## Aufbau

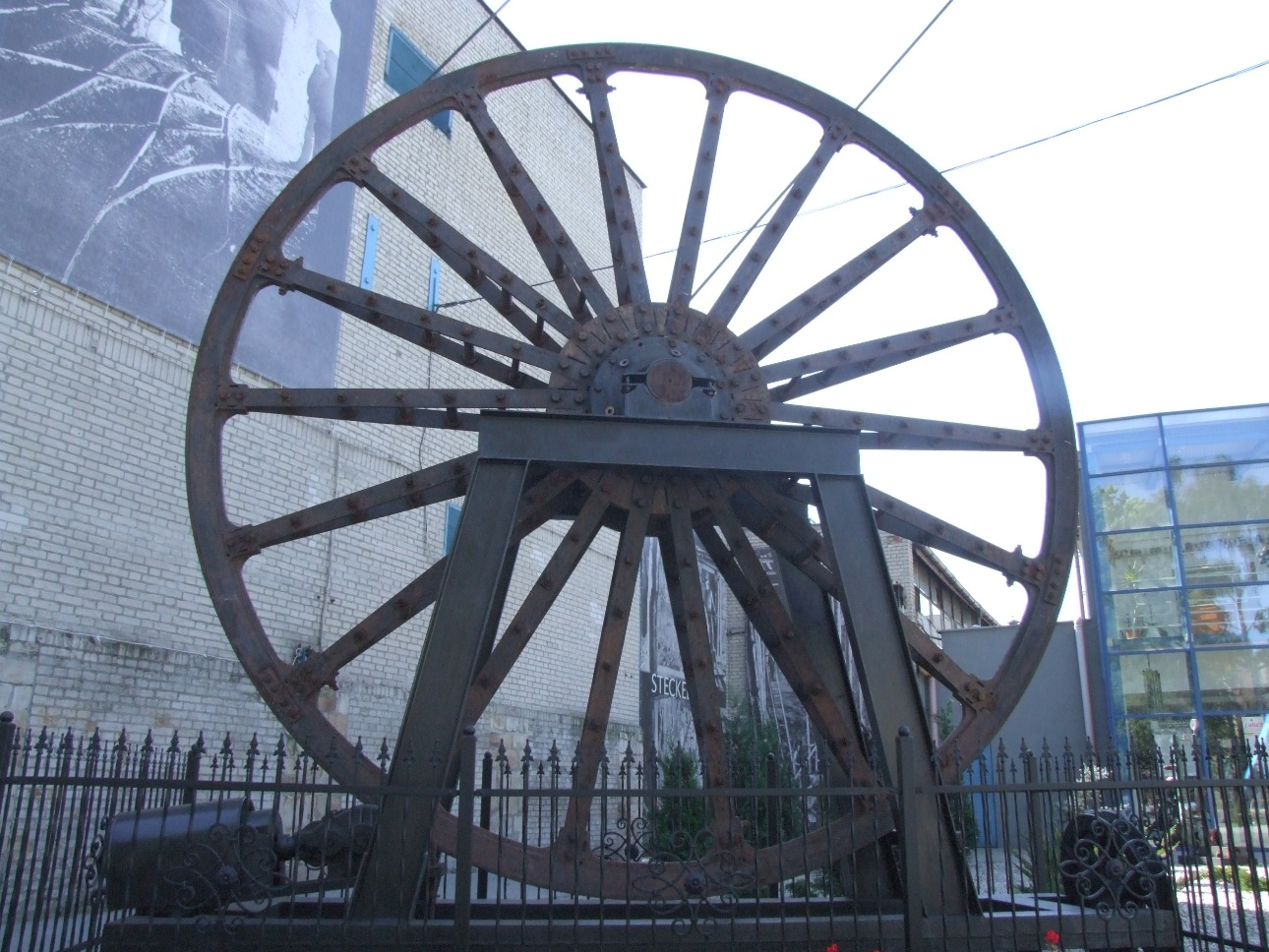
Seilscheibe in Zabrze, Polen

Bei einer Seilscheibe handelt es sich im Wesentlichen um ein Speichenrad. Der Durchmesser der Seilscheiben hängt hauptsächlich vom Durchmesser des jeweiligen Förderseiles ab. Der Durchmesser der Seilscheibe muss mindestens dem 40-fachen Seildurchmesser entsprechen. Je nach verwendetem Seiltyp muss der Seilscheibennenndurchmesser das bis zu 120fache des Seilnenndurchmessers betragen. Der Seilscheibennenndurchmesser ist der, auf den Rillengrund bezogene, rechnerisch bestimmte Durchmesser der Seilscheibe. Kleinere Seilscheiben haben einen Durchmesser von 2,5 bis 3 Metern. Große Seilscheiben haben einen Durchmesser von 6 Metern. Je nach Größe hat eine Seilscheibe ein Gewicht von 1,2 Tonnen (bei 2,5 Meter Durchmesser) bis 7,5 Tonnen (bei sechs Meter Durchmesser). Es gibt Speichenscheiben und Vollwandscheiben. Bei Speichenscheiben besteht die Seilscheibe aus dem Kranz, der Nabe und den Speichen. Die Anzahl der Speichen ist bei Seilscheiben verschiedener Hersteller unterschiedlich, sie basiert auf Erfahrungswerten. Vollwandscheiben werden entweder gegossen oder aus Vollmaterial gedreht. Im Radkranz befindet sich eine nach außen hin erweiterte Nut. Der Kranz ist mit einer oder mehreren Rillen versehen, die der besseren Seilführung dienen. Im Radkranz können auch Klemmvorrichtungen nach Wilhelm Karlik eingebaut sein (sogenannte Karlik-Klemmen).
Als Material wird für Seilscheiben entweder Gusseisen oder Stahlguss verwendet. Kleinere Scheiben mit einem Durchmesser von bis zu drei Metern werden aus Gusseisen hergestellt. Bei größeren Rädern werden aus Gewichtsgründen für den Kranz, die Nabe und die Speichen unterschiedliche Materialien verwendet. Die Speichen werden entweder mit dem Laufkranz und der Nabe verschweißt oder verschraubt. Werden für die einzelnen Komponenten der Seilscheibe unterschiedliche Materialien verwendet, so werden die Nabe und der Kranz aus Gusseisen und die Speichen aus Schmiedeeisen gefertigt. Für die Achsen verwendet man Gussstahl. Um die Masse von Vollwandscheiben zu reduzieren, wird bei diesen Scheiben das Material zwischen der Nabe und dem Laufkranz teilweise entfernt. Kleine Seilscheiben bis zu drei Meter Durchmesser werden aus einem Stück gefertigt, größere Seilscheiben bestehen aus zwei oder mehreren Teilen. Die Nabe wird dann ungeteilt und der Kranz aus zwei oder drei Teilen hergestellt. Um die Förderseile zu schonen, kann die Kranznut mit einem Futter aus weicherem Material ausgefüttert werden. Bei Anlagen mit Fördergeschwindigkeiten über 4 m/s ist es in der Regel erforderlich, die Seilscheiben mit einem Seilscheibenfutter zu versehen. Als Material für das Seilscheibenfutter verwendet man Holzklötze, die in die Nut geschlagen werden, oder Guttapercha, das in weichem Zustand in die Nuten geschmiert wird und anschließend aushärtet. Bei geringer Belastung werden auch aus Stricken geflochtene Hanfgurte verwendet. In Grubenbauen, die brand- oder explosionsgefährdet sind, wie z. B. im Steinkohlenbergbau, muss das Seilscheibenfutter aus schwer entflammbarem Werkstoff gefertigt werden.

## Funktion und Aufgaben

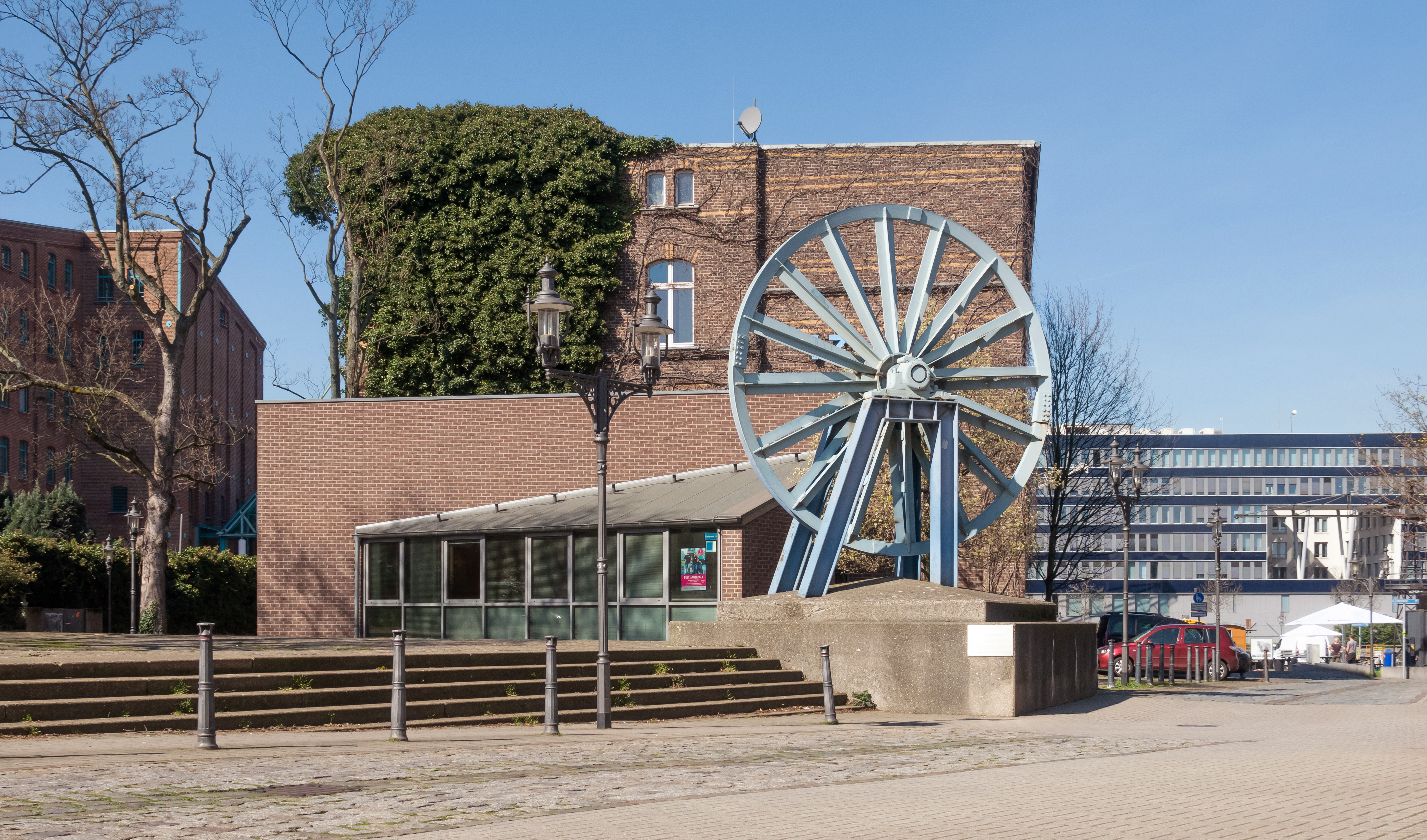
Seilscheibe der Zeche Rheinpreußen in Duisburg

Eine Seilscheibe funktioniert im Prinzip wie eine feste Rolle. Die Seilscheibe dient als Führungseinrichtung zwischen dem Fördermittel und dem Seilträger. Dabei hat die Seilscheibe in erster Linie den Zweck, das vom Antrieb kommende Förderseil in eine andere Richtung umzulenken. Wird das Förderseil durch eine Seilscheibe um circa 180° umgelenkt, so bezeichnet man diese Scheibe als Umlenkscheibe. Bei Schachtförderanlagen erfolgt durch die Seilscheibe die Umlenkung in das Fördertrum.
Weitere Aufgaben der Seilscheibe sind:
- die Seillasten auf das Fördergerüst zu übertragen
- den Umschlingungswinkel um den Seilträger zu erhöhen und
- den Seilabstand an den Trumabstand anzupassen.[13] Hierfür muss die Seilscheibe entsprechend ausgerichtet sein.[10]

Falls beim Betrieb elektrostatische Aufladungen entstehen, müssen geeignete Maßnahmen getroffen werden, damit diese Aufladungen abgeleitet werden können.
Beim Lauf des Förderseiles über die Seilscheibe tritt, bedingt durch die Reibung im Seil und durch Lagerreibung, ein Energieverlust auf.